# Сузуки, Ник
Николас (Ник) Сузуки (англ. Nicholas Suzuki; 10 августа 1999, Лондон, Онтарио, Канада) — канадский профессиональный хоккеист, центральный нападающий и капитан клуба НХЛ «Монреаль Канадиенс».

## Карьера
Сузуки был выбран на входящем драфте для новичков OHL в 2015 году в 1-м раунде под общим 13-м номером клубом «Оуэн Саунд Аттак». В сезоне 2016/17 она занял второе место по забитым голам (45) и пятое место по набранным очкам (96) в OHL — это позволило ему войти войти во вторую символическую сборную всех звёзд лиги, а также выиграть Уильям Хэнли Трофи.
На драфте НХЛ 2017 года Ник был выбран в 1-м раунде под общим 13-м номером клубом «Вегас Голден Найтс». 16 июля 2017 года он подписал с «Вегасом» трёхлетний контракт новичка. Перед началом сезона 2017/18 Сузуки был приглашён в тренировочный лагерь «Голден Найтс», но по его итогам не попал в основной состав и был отправлен обратно в ОХЛ. По окончании сезона 2017/18 он был номинирован на Ред Тилсон Трофи и в очередной раз выиграл Уильям Хэнли Трофи.
Перед сезоном 2018/19 «Вегас» обменял Сузуки вместе с Томашем Татаром в «Монреаль Канадиенс» на их капитана Макса Пачиоретти.
3 октября 2019 года Ник дебютировал в НХЛ в матче против «Каролина Харрикейнз». 9 октября 2019 года он набрал своё первое очко в карьере НХЛ в матче против «Баффало Сейбрз». 17 октября 2019 года Сузуки забил свой первый гол в НХЛ в ворота команды «Миннесота Уайлд».
13 января 2022 года был вызван на матч всех звёзд НХЛ.

## Личная жизнь
У Ника есть младший брат Райан, который также является профессиональным хоккеистом. Сузуки является японским канадцем в пятом поколении и на четверть японцем.

## Статистика
| Легенда | Легенда                    | Легенда | Легенда                   | Легенда | Легенда    |
| ------- | -------------------------- | ------- | ------------------------- | ------- | ---------- |
| И       | Количество проведённых игр | Штр     | Штрафное время            | +/−     | Плюс-минус |
| Г       | Голы                       | П       | Голевые передачи          | О       | Очки       |
| -       | Статистика неизвестна      | —       | Статистика не учитывалась |         |            |